# Legno nero
Il cosiddetto legno nero (LN o BN dal termine francese Bois Noir) (rinvenuto per la prima volta in Francia) è una fitoplasmosi che colpisce le viti. L'agente causale è un fitoplasma appartenente al gruppo 16Sr XII (detto dello Stolbur) e trasmesso in natura in modo persistente propagativo (ma non transovarico) dal cixiide Hyalesthes obsoletus.
Sintomatologicamente è identica ad un'altra fitoplasmosi che colpisce la vite: la flavescenza dorata. La malattia determina accartocciamento e arrossamento fogliare nei vitigni a bacca rossa, ingiallimenti in quelli a bacca bianca, mancata lignificazione dei tralci e ingenti perdite di produzione a causa del disseccamento dei grappoli.
La fonte di inoculo principale della malattia sono erbe spontanee presenti usualmente al bordo dei vigneti, in particolare ortica e convolvolo, ospiti sia dell'insetto vettore che del fitoplasma. Non è stata riscontrata trasmissione del fitoplasma da vite a vite.

## Lotta
Le tecniche di controllo implicano la riduzione delle fonti di inoculo tramite eliminazione delle infestanti "serbatoio" dell'infezione.
Tramite le analisi di biologia molecolare è possibile effettuare una diagnosi precoce, veloce e conveniente, intervenendo in modo rapido e preciso.
Grazie a nuovi strumenti si può effettuare l'estrazione del campione in pochi minuti, il disarmo patogeno e inviare il materiale da analizzare in totale sicurezza.